# أوليغ هوسييف

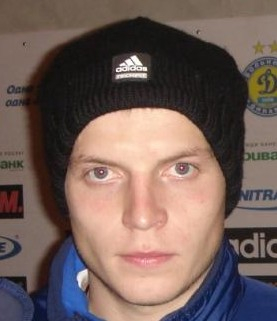

أوليغ أناتولييوفيتش غوسييف (بالأوكرانية: Гусєв Олег Анатолійович) (مواليد 25 أبريل 1983 في ستيبانيفكا) لاعب كرة قدم أوكراني دولي يجيد اللعب في خط الوسط . يلعب حاليا لصالح نادي دينامو كييف الأوكراني منذ 2003 .

## روابط خارجية
- أوليغ هوسييف على موقع الاتحاد الدولي (مؤرشف)  (الإنجليزية)
- أوليغ هوسييف على موقع الاتحاد الأوربي (الإنجليزية)
- أوليغ هوسييف على موقع اتحاد أوكرانيا (الإنجليزية)
- أوليغ هوسييف على موقع قاعدة بيانات كرة القدم.إي يو (الإنجليزية)
- أوليغ هوسييف على موقع ناشيونال فوتبول تيمز (الإنجليزية)
- أوليغ هوسييف على موقع Soccerbase.com (لاعب) (الإنجليزية)
- أوليغ هوسييف على موقع Soccerway.com (الإنجليزية)
- أوليغ هوسييف على موقع عالم كرة القدم.نت (الإنجليزية)
- أوليغ هوسييف على موقع AS.com (الإسبانية)